# Чезоло (Верчели)
Чезоло је насеље у Италији у округу Верчели, региону Пијемонт.
Према процени из 2011. у насељу је живело 190 становника. Насеље се налази на надморској висини од 358 м.